# Érico Gobbi
Érico Gobbi (Rio Grande, 9 de agosto de 1925 — Rio Grande, 14 de agosto de 2009) foi um escultor brasileiro.

## Biografia
Autor de mais de uma centena de esculturas, Érico Gobbi era reconhecido na cidade onde nasceu e também internacionalmente, com monumentos em outras cidades brasileiras (Caxias do Sul, Porto Alegre, Curitiba, São Paulo) e no exterior (uma imagem de Nossa Senhora das Graças, nos EUA).

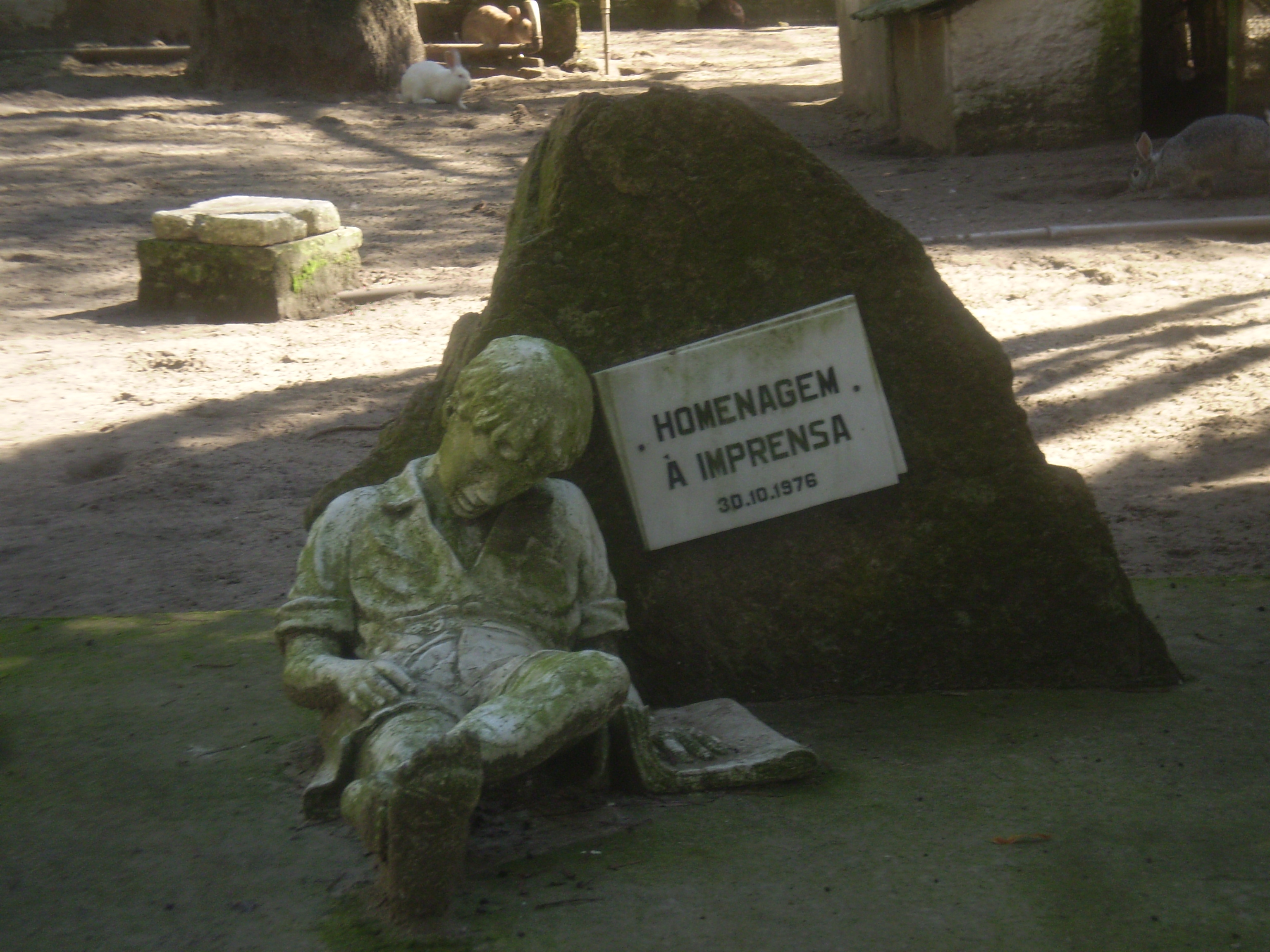
Monumento "Homenagem à imprensa", de Érico Gobbi, existente dentro da Praça Tamandaré, em Rio Grande (RS)

## Monumentos em Rio Grande
Em 1948, ajudou Matteo Tonietti a esculpir vários momumentos na praça Xavier Ferreira: o Monumento à Mãe e os meninos de calça-curta, boné e suspensório que enfeitam o lago da Xavier. Nessa praça, é sua também a Pira da Pátria.
Sua estátua mais famosa é a de Iemanjá, localizada na praia do Cassino, com 2m10cm de altura e duas toneladas.
Na praça Tamandaré, existem de sua autoria a estátua de Jesus Cristo; o florão no pedestal do monumento do General Bento Gonçalves da Silva; a Chama Crioula dos Tradicionalistas;
Em Rio Grande, também são de sua autoria as esculturas de Nossa Senhora de Lourdes e da Santa Bernadeth, existentes na localidade de Porto do Rey, na Ilha dos Marinheiros; o marco em homenagem ao centenário do SC Rio Grande, localizado na rua Duque de Caxias próximo à General Bacelar; a escultura de Manoel Pereira Jr., existente no prédio da Beneficência Portuguesa; e a escultura do Dr. Francisco Martins Bastos, localizada defronte ao ginásio do Ipiranga Atlético Clube.
Uma das suas obras mais grandiosas é um monumento de Rafael Pinto Bandeira, herói na retomada do município do domínio espanhol em 1776. A estátua do combatente sobre um cavalo tem quase três metros de altura e pesa duas toneladas. Construída em 1975, não foi fundida em bronze por falta de patrocínio e se encontrava na oficina do escultor até sua morte.